# Nabla

Nabla

Nabla je diferenciální operátor ve vektorové analýze. Značí se symbolem nabla {\displaystyle \nabla } nebo {\displaystyle {\vec {\nabla }}} (v anglosaských zemích {\displaystyle {\underline {\nabla }}}), aby se vyjádřila jeho podobnost s vektorem. Jméno nabla se odvozuje od názvu hebrejského strunného nástroje, jenž měl zhruba tento tvar.
Striktně vzato není nabla matematickým operátorem, ale pohodlnou notací pro zkrácený zápis matematických operátorů jako gradient, divergence, rotace a jiných.
V n-dimenzionálním prostoru Rn vytváří ∇ všechny parciální derivace funkce Rn podle R, což je přesně vzato gradient funkce f.
Jako n-vektor má nabla tvar: {\displaystyle {\nabla }\equiv \left({\frac {\partial }{\partial x_{1}}},\ldots ,{\frac {\partial }{\partial x_{n}}}\right)}
Svým diferenciálním charakterem působí operátor napravo (tedy na symboly stojící napravo od něj), přičemž se projevuje jeho vektorový charakter.
V tenzorové analýze se operátor nabla prokázal jako důležitý příklad kovariantního tenzoru.
Zcela výjimečně se lze setkat také s tím, že je operátor nabla označován jako Hamiltonův operátor, neboť jej jako první používal sir William Rowan Hamilton. Označení Hamiltonův operátor je však téměř výhradně používáno pro hamiltonián. To je operátor celkové energie v kvantové mechanice, který se od operátoru nabla zásadně liší.
Ve speciální teorii relativity se používá také analogie operátoru nabla pro čtyřvektory.

## Souvislost operátoru nabla a Laplaceova operátoru
Platí, že operátor nabla na druhou funkce je Laplaceův operátor od dané funkce. Laplaceův operátor jsou druhé parciální derivace funkce podle souřadnic. Laplaceův operátor může být aplikován buď na vektor nebo skalární pole a je definovatelný takto: {\displaystyle \Delta ={\partial ^{2} \over \partial x^{2}}+{\partial ^{2} \over \partial y^{2}}+{\partial ^{2} \over \partial z^{2}}=\nabla \cdot \nabla =\nabla ^{2}}
Toto má uplatnění například v matematické fyzice, objevuje se například v Poissonově rovnici, rovnici vedení tepla, vlnové rovnici, a Schrödingerově rovnici.

## Zápis význačných vzorců pomocí operátoru nabla
Následující pravidla platí pro (ve fyzice nejobvyklejší) trojdimenzionální eukleidovský prostor R3 s pravoúhlými souřadnicemi x, y a z.
- Aplikací na skalární pole {\displaystyle {\begin{matrix}\Phi (x,y,z)\end{matrix}}} se dostane gradient tohoto skalárního pole:

{\displaystyle \operatorname {grad} \Phi =\nabla \Phi =\left({\frac {\partial \Phi }{\partial x}},{\frac {\partial \Phi }{\partial y}},{\frac {\partial \Phi }{\partial z}}\right)={\frac {\partial \Phi }{\partial x}}\mathbf {e} _{x}+{\frac {\partial \Phi }{\partial y}}\mathbf {e} _{y}+{\frac {\partial \Phi }{\partial z}}\mathbf {e} _{z},}
kde {\displaystyle \mathbf {e} _{x},\ \mathbf {e} _{y},\ \mathbf {e} _{z}} jsou jednotkové vektory prostoru R3.
- Skalárním součinem nably s vektorovým polem {\displaystyle {\begin{matrix}\mathbf {V} (x,y,z)\end{matrix}}} se dostane divergence tohoto pole:

{\displaystyle \operatorname {div} \mathbf {V} ={\nabla }\cdot \mathbf {V} ={\frac {\partial V_{x}}{\partial x}}+{\frac {\partial V_{y}}{\partial y}}+{\frac {\partial V_{z}}{\partial z}}.}
- Rotaci vektorového pole {\displaystyle {\begin{matrix}\mathbf {V} (x,y,z)\end{matrix}}} lze pak získat vektorovým součinem {\displaystyle \nabla } s tímto polem:

{\displaystyle \operatorname {rot} \mathbf {V} ={\nabla }\times \mathbf {V} ={\begin{pmatrix}{\frac {\partial V_{z}}{\partial y}}-{\frac {\partial V_{y}}{\partial z}}\\{\frac {\partial V_{x}}{\partial z}}-{\frac {\partial V_{z}}{\partial x}}\\{\frac {\partial V_{y}}{\partial x}}-{\frac {\partial V_{x}}{\partial y}}\\\end{pmatrix}}.}
Dále pak pro libovolná skalární pole φ, ψ a f a vektorová pole A a B platí následující početní operace:
{\displaystyle \nabla (\psi \varphi )=\psi \nabla \varphi +\varphi \nabla \psi }
{\displaystyle \nabla (\mathbf {A} \cdot \mathbf {B} )=(\mathbf {A} \cdot \nabla )\mathbf {B} +(\mathbf {B} \cdot \nabla )\mathbf {A} +\mathbf {A} \times (\nabla \times \mathbf {B} )+\mathbf {B} \times (\nabla \times \mathbf {A} )}
{\displaystyle \nabla f(r)={\frac {df}{dr}}{\frac {\mathbf {r} }{r}}}
{\displaystyle \nabla \cdot (\varphi \mathbf {A} )=\varphi \nabla \cdot \mathbf {A} +\mathbf {A} \cdot \nabla \varphi }
{\displaystyle \nabla \cdot (\mathbf {A} \times \mathbf {B} )=\mathbf {B} \cdot (\nabla \times \mathbf {A} )-\mathbf {A} \cdot (\nabla \times \mathbf {B} )}
{\displaystyle \nabla \cdot \nabla \varphi \equiv \Delta \varphi } (viz také Laplaceův operátor)
{\displaystyle \nabla \cdot (\nabla \times \mathbf {A} )=\mathbf {0} }
{\displaystyle \nabla \times \varphi \mathbf {A} =\varphi \nabla \times \mathbf {A} -\mathbf {A} \times \nabla \varphi }
{\displaystyle \nabla \times (\mathbf {A} \times \mathbf {B} )=(\mathbf {B} \nabla )\mathbf {A} -\mathbf {B} (\nabla \mathbf {A} )+\mathbf {A} (\nabla \mathbf {B} )-(\mathbf {A} \nabla )\mathbf {B} }
{\displaystyle \nabla \times \nabla \varphi =\mathbf {0} }
{\displaystyle \nabla \times (\nabla \times \mathbf {A} )=\nabla (\nabla \cdot \mathbf {A} )-\Delta \mathbf {A} }